# 1987 في المملكة المتحدة
فيما يلي قوائم الأحداث التي وقعت خلال عام 1987 في المملكة المتحدة.

## سياسة

### تعيين في المنصب
- 13 يونيو – جون ميجر السكرتير الأول للخزانة [الإنجليزية]‏.
- 13 يوليو – جاك سترو وزير ظل للتعليم [الإنجليزية]‏.
- 13 يوليو – جوردون براون أمين عام الظل الأول لوزارة المالية [الإنجليزية]‏.
- 13 يوليو – جون سميث وزير ظل الدولة الخزانة [الإنجليزية]‏.
- 13 يوليو – روبن كوك وزير ظل الدولة لشؤون الصحة [الإنجليزية]‏.

### انتهاء فترة المنصب
- 13 يوليو – جون سميث وزير ظل الدولة لشؤون الأعمال والابتكار والمهارات [الإنجليزية]‏.

## رياضة
- 1 يناير – بطولة ويمبلدون 1987

## ظهور
- 1 يناير – بانك
- 1 يناير – جلام ميتال

## أفلام
من الأفلام التي صدرت هذه السنة في المملكة المتحدة:
- 1 يناير – أمل ومجد من إخراج جون بورمان.
- 1 يناير – إمبراطورية الشمس من إخراج ستيفن سبيلبرغ.
- 17 يونيو – فل ميتال جاكيت من إخراج ستانلي كوبريك.
- 10 يوليو – أضواء النهار الحية من إخراج جون جلان (مخرج أفلام).
- 29 أكتوبر – الإمبراطور الأخير من إخراج برناردو برتولوتشي.
- 19 ديسمبر – فصيلة من إخراج أوليفر ستون.

## برامج ومسلسلات وأنمي
- السنافر

## موسيقى

### أغاني
من الأغاني التي صدرت هذه السنة في المملكة المتحدة:
- 25 فبراير – لا آيسلا بونيتا من غناء مادونا.

## كتب
من الكتب التي صدرت هذه السنة في المملكة المتحدة:
- 1 يناير – صعود وسقوط القوى العظمى من تأليف بول كينيدي.

## مواليد

### يناير
- 1 يناير – بن ألنويك لاعب كرة قدم بريطاني.
- 1 يناير – فيبي فوكس ممثلة بريطانية.
- 2 يناير – روبرت ميلسوم لاعب كرة قدم إنجليزي.
- 3 يناير – جو موراي ملاكم من المملكة المتحدة.
- 4 يناير – داني سيمبسون لاعب كرة قدم إنجليزي.
- 7 يناير – توني ستوكس لاعب كرة قدم إنجليزي.
- 7 يناير – جيمي سميث لاعب كرة قدم بريطاني.
- 8 يناير – فريدي ستروما ممثل بريطاني.
- 11 يناير – جيمي فاردي لاعب كرة قدم إنجليزي.
- 14 يناير – لي سيلبي ملاكم من المملكة المتحدة.
- 15 يناير – ديفيد نايت لاعب كرة قدم إنجليزي.
- 23 يناير – جو ليدلي لاعب كرة قدم إنجليزي.
- 24 يناير – واين هينيسي لاعب كرة قدم بريطاني.
- 27 يناير – ليلي دونالدسون عارضة من المملكة المتحدة.

### فبراير
- 2 فبراير – جوناثان ريا متسابق دراجات نارية من المملكة المتحدة.
- 7 فبراير – جويل فريلاند لاعب كرة سلة بريطاني.
- 9 فبراير – جيمس وارد لاعب كرة مضرب بريطاني.
- 9 فبراير – روز ليزلي
- 9 فبراير – لي مارتن لاعب كرة قدم إنجليزي.
- 10 فبراير – تشاز ديفيس متسابق دراجات نارية من المملكة المتحدة.
- 14 فبراير – ديفيد ويتير لاعب كرة قدم إنجليزي.
- 14 فبراير – سكوت دان لاعب كرة قدم إنجليزي.
- 17 فبراير – ناثان كلفرلي ملاكم من المملكة المتحدة.
- 21 فبراير – توبنس ميدلتون ممثلة من المملكة المتحدة.
- 21 فبراير – جويل ريدمان مصارع محترف من المملكة المتحدة.
- 21 فبراير – خافيير سميث لاعب كرة قدم من المملكة المتحدة.
- 21 فبراير – كارل فرامبتون ملاكم من المملكة المتحدة.
- 25 فبراير – دالي وليامز لاعب كرة قدم ويلزي.

### مارس
- 5 مارس – إشمايل ميلر لاعب كرة قدم إنجليزي.
- 5 مارس – كريس كوهن لاعب كرة قدم بريطاني.
- 9 مارس – اندي تينانت درّاج طريق من المملكة المتحدة.
- 10 مارس – إيميلي ساندي
- 17 مارس – أوفين فون ويليامز لاعب كرة قدم ويلزي.
- 20 مارس – باتريك بويل لاعب كرة قدم إنجليزي.
- 20 مارس – كرايغ جونز لاعب كرة قدم من المملكة المتحدة.
- 24 مارس – بيلي جونز لاعب كرة قدم بريطاني.
- 24 مارس – روب ديفيز لاعب كرة قدم ويلزي.
- 26 مارس – بول لويد لاعب كرة قدم إنجليزي.
- 26 مارس – ستيفن فليتشر لاعب كرة قدم اسكتلندي.
- 27 مارس – آدم ديفيز لاعب كرة قدم ويلزي.
- 29 مارس – ستيفاني باركر ممثلة من المملكة المتحدة.

### أبريل
- 1 أبريل – أندرو كونسيدين لاعب كرة قدم بريطاني.
- 2 أبريل – لي هولمز لاعب كرة قدم من المملكة المتحدة.
- 2 أبريل – مارك بيو لاعب كرة قدم إنجليزي.
- 3 أبريل – مارتن روني
- 9 أبريل – بادي بارنز ملاكم من المملكة المتحدة.
- 10 أبريل – بن إيفس لاعب كرة سلة من المملكة المتحدة.
- 10 أبريل – لوك جونز لاعب كرة قدم بريطاني.
- 11 أبريل – جوس ستون
- 11 أبريل – ويل تيودور ممثل بريطاني.
- 14 أبريل – جيمس ماككي لاعب كرة قدم صيني.
- 15 أبريل – غاري ميلر لاعب كرة قدم اسكتلندي.
- 16 أبريل – آرون لينون لاعب كرة قدم بريطاني.
- 16 أبريل – ميغان يورك
- 18 أبريل – داني غوثري لاعب كرة قدم إنجليزي.
- 18 أبريل – روزي هنتنغتون وايتلي
- 19 أبريل – جو هارت لاعب كرة قدم إنجليزي.
- 27 أبريل – وليام موسلي ممثل بريطاني.
- 28 أبريل – برادلي جونسون لاعب كرة قدم بريطاني.
- 28 أبريل – سيمون كوكس لاعب كرة قدم أيرلندي.

### مايو
- 5 مايو – جيسي كيف ممثلة بريطانية.
- 8 مايو – انيورين بارنارد ممثل بريطاني.
- 8 مايو – مارك نوبل لاعب كرة قدم إنجليزي.
- 10 مايو – مارتين باتيرسون لاعب كرة قدم أيرلندي شمالي.
- 15 مايو – أندي موراي لاعب كرة مضرب بريطاني.
- 15 مايو – غاريث ماكليري لاعب كرة قدم إنجليزي.
- 25 مايو – إيان ستانارد درّاج طريق من المملكة المتحدة.

### يونيو
- 3 يونيو – ميشيل كيغان ممثلة بريطانية.
- 22 يونيو – جو ديمبسي
- 27 يونيو – إد ويستويك ممثل إنجليزي.

### يوليو
- 3 يوليو – روس كامبل لاعب كرة قدم بريطاني.
- 14 يوليو – آدم جونسون لاعب كرة قدم بريطاني.
- 16 يوليو – كاترينا كيف ممثلة هندية.
- 20 يوليو – نايل ماكغين لاعب كرة قدم إنجليزي.
- 22 يوليو – بول أبليبي
- 30 يوليو – هولي بيرس عارضة من المملكة المتحدة.
- 31 يوليو – ديفيد بوجي سائق رالي من المملكة المتحدة.

### أغسطس
- 1 أغسطس – لي والاس لاعب كرة قدم إنجليزي.
- 4 أغسطس – جيمس جاكس سائق سيارة سباق من المملكة المتحدة.
- 4 أغسطس – فيل يونغهازبند لاعب كرة قدم فلبيني.
- 5 أغسطس – روكي فيلدينغ
- 9 أغسطس – نهلة زكي ممثلة مصرية.
- 12 أغسطس – مارفن وليامز لاعب كرة قدم من المملكة المتحدة.
- 17 أغسطس – مارك ويلسون لاعب كرة قدم بريطاني.
- 19 أغسطس – ريتشارد ستيرمان لاعب كرة قدم إنجليزي.
- 21 أغسطس – ريان بيترز لاعب كرة قدم إنجليزي.
- 25 أغسطس – إيمي ماكدونالد
- 26 أغسطس – جويل جرانت لاعب كرة قدم إنجليزي.

### سبتمبر
- 5 سبتمبر – جيمس داساولو
- 7 سبتمبر – تومي إلفيك لاعب كرة قدم إنجليزي.
- 7 سبتمبر – روبرت سنودغراس لاعب كرة قدم إنجليزي.
- 9 سبتمبر – تارا مكدونالد
- 13 سبتمبر – فرايزر كامبل لاعب كرة قدم إنجليزي.
- 16 سبتمبر – كايل لافرتي لاعب كرة قدم أيرلندي شمالي.
- 17 سبتمبر – بول هونتينغتون لاعب كرة قدم إنجليزي.
- 22 سبتمبر – توم فيلتون
- 27 سبتمبر – لوك كامبل ملاكم من المملكة المتحدة.

### أكتوبر
- 4 أكتوبر – ريان شوكروس لاعب كرة قدم إنجليزي.
- 6 أكتوبر – جو لويس لاعب كرة قدم بريطاني.
- 7 أكتوبر – جيمس مكارثر لاعب كرة قدم إنجليزي.
- 9 أكتوبر – سامانثا موراي لاعبة كرة مضرب بريطانية.
- 17 أكتوبر – جاستن روبنسون لاعب كرة سلة من المملكة المتحدة.
- 17 أكتوبر – جورج فريند لاعب كرة قدم إنجليزي.
- 22 أكتوبر – جايمس سينكلير لاعب كرة قدم إنجليزي.

### نوفمبر
- 5 نوفمبر – بن سويفت
- 6 نوفمبر – توبياس جونسون لاعب كرة قدم إنجليزي.
- 11 نوفمبر – شانيل هايز
- 15 نوفمبر – إساياه أوسبورن لاعب كرة قدم إنجليزي.
- 20 نوفمبر – بن هامر لاعب كرة قدم إنجليزي.
- 21 نوفمبر – ايمي فيون ادواردز ممثلة بريطانية.
- 23 نوفمبر – برايان غراهام لاعب كرة قدم اسكتلندي.
- 25 نوفمبر – جيمس ووكر لاعب كرة قدم من المملكة المتحدة.
- 26 نوفمبر – كيل ريد لاعب كرة قدم إنجليزي.
- 27 نوفمبر – كريس إيتون لاعب كرة مضرب بريطاني.
- 28 نوفمبر – كارين جيلان
- 29 نوفمبر – ناثان داير لاعب كرة قدم بريطاني.

### ديسمبر
- 1 ديسمبر – بريتو وليامز لاعب كرة قدم بريطاني.
- 1 ديسمبر – سيمون داوكينز لاعب كرة قدم.
- 4 ديسمبر – ديفيد كوتريل لاعب كرة قدم بريطاني.
- 5 ديسمبر – جوهانا ليدهام لاعبة كرة سلة بريطانية.
- 6 ديسمبر – راشيل أثرتون درّاجة طريق من المملكة المتحدة.
- 10 ديسمبر – كريستيان سميث لاعب كرة قدم بريطاني.
- 13 ديسمبر – ألبرت أدوماه لاعب كرة قدم غاني.
- 22 ديسمبر – ليزا أندرياس مغنية قبرصية.
- 27 ديسمبر – ليلي كول
- 29 ديسمبر – ستيف ديفيز لاعب كرة قدم من المملكة المتحدة.

## وفيات

### يناير
- 1 يناير – جيمي وارنوك (مواليد 1912) ملاكم من المملكة المتحدة.
- 10 يناير – بينيت لويس (مواليد 1908)
- 16 يناير – جيمي ويلسون (مواليد 1924) لاعب كرة قدم من المملكة المتحدة.
- 27 يناير – نورمان ماكلارين (مواليد 1914)

### مارس
- 6 مارس – سبنسر ترمنجهام (مواليد 1904) أكاديمي من المملكة المتحدة.

### أبريل
- 8 أبريل – تيري ألن (مواليد 1924) ملاكم من المملكة المتحدة.

### يوليو
- 20 يوليو – ألكسندر وود (مواليد 1907) لاعب كرة قدم أمريكي.

### أغسطس
- 8 أغسطس – لورينس هايد (مواليد 1914) رسام كندي.
- 28 أغسطس – هارولد صموئيل (مواليد 1912) رائد أعمال من المملكة المتحدة.
- 29 أغسطس – جوني كوثبرت (مواليد 1904)

### أكتوبر
- 19 أكتوبر – جاكلين دو بري (مواليد 1945) عازفة تشيلو من المملكة المتحدة.
- 24 أكتوبر – ريموند فرنسيس (مواليد 1911) ممثل من المملكة المتحدة.

### نوفمبر
- 1 نوفمبر – توم باركر (مواليد 1897) لاعب ومدرب كرة قدم إنجليزي.

### ديسمبر
- 7 ديسمبر – هيلين بورتر (مواليد 1899) عالمة نبات بريطانية.